# Henri Soulat
Pour les articles homonymes, voir Soulat.
Henri Soulat, né le 16 décembre 1918 à Limoges et mort le 23 mai 1989 à Pau, est un militaire et résistant français, compagnon de la Libération. Sous-officier de l'Armée de l'air, il est posté au Proche-Orient lors du déclenchement de la seconde guerre mondiale. Choisissant de se rallier à la France libre, il combat en Afrique et en Europe avant de poursuivre sa carrière militaire après le conflit.

## Biographie

### Jeunesse et engagement
Enfant d'employés d'usine, Henri Soulat naît le 16 décembre 1918 à Limoges. En 1937, il décide de s'engager dans l'Armée de l'Air et est affecté à la 5e escadrille à Palmyre en Syrie.

### Seconde Guerre mondiale
Sergent au début de la seconde guerre mondiale en 1939, il est basé à Deir ez-Zor où il est chef d'une station radio. Refusant l'armistice du 22 juin 1940, il essaye de rejoindre la Palestine mais cette tentative se solde par un échec. En poste au sein de l'armée d'armistice sur la base aérienne de Rayak, il participe clandestinement à la mise en place d'un réseau de renseignement en lien avec les troupes britanniques basées en Palestine et en Égypte. En mai 1941, ses activités gaullistes lui valent d'être mis aux arrêts. Il purge encore sa sanction lorsque la campagne de Syrie est engagée par les alliés. Après la victoire de ces derniers, Henri Soulat s'engage dans les forces aériennes françaises libres.
Après avoir obtenu un brevet de radio-mitrailleur en octobre 1941, il est affecté au groupe de bombardement Lorraine avec lequel il participe à la guerre du désert au-dessus de la Libye. Le 4 décembre 1941, à bord d'un Blenheim à bord duquel se trouve également Pierre de Maismont, il est blessé lorsque l'appareil s'écrase au décollage. En 1942, toujours avec le groupe Lorraine, il est envoyé en Angleterre, participe aux opérations sur le front de l'ouest et est promu adjudant. Le 6 juin 1944, lors du débarquement de Normandie, il participe à la mise en place d'écrans de fumée pour faciliter l'arrivée des troupes à terre. Promu sous-lieutenant en août 1944, il quitte le groupe Lorraine et est affecté à la fin de la même année au groupe de reconnaissance III/33 "Périgord". Après avoir participé à la campagne de réduction des poches de l'Atlantique, il termine le conflit en ayant effectué 80 missions de guerre.

### Après-guerre
Après deux ans de formation dans une école monomoteur, il obtient un brevet de pilotage en 1948. Il part pour l'Indochine en septembre 1950 et sert comme pilote au groupe de transport Franche-Comté. Promu capitaine, il revient brièvement en métropole de mars à septembre 1952 avant de repartir en extrême-orient où il prend le commandement d'un détachement de C-119 sur la base aérienne de Cat-Bi. Entre novembre 1953 et mai 1954, il participe à plusieurs missions aérienne lors de la bataille de Diên Biên Phu. En juin 1954, il est affecté à l'école des troupes aéroportées de Pau et passe son brevet de parachutiste. Deux ans plus tard, il sert à Madagascar jusqu'en 1959 puis part en Algérie où il reste jusqu'en 1961. Affecté ensuite au Congo, il est promu lieutenant-colonel en janvier 1964. Muté dans les forces françaises en Allemagne, il est affecté à la base aérienne 139 de Coblence puis à la base aérienne 139 de Lahr. Il quitte le service actif en 1967.
Henri Soulat meurt le 23 mai 1989 à Pau où il est inhumé au cimetière urbain.

## Décorations
|  |  |  |  |  |  |
|  |  |  |  |  |  |
|  |  |  |  |  |  |
|  |  |  |  |  |  |
|  |  |  |  |  |  |
|  |  |  |  |  |  |

| Commandeur de la Légion d'honneur                                           | Commandeur de la Légion d'honneur                                           | Commandeur de la Légion d'honneur                                           | Compagnon de la Libération                                  | Compagnon de la Libération                                  | Compagnon de la Libération                                  | Médaille militaire                                                    | Médaille militaire                                                    | Médaille militaire                                                    |                                                     |                                                     |                                                     |
| Croix de guerre 1939-1945 Avec trois palmes et trois étoiles de bronze      | Croix de guerre 1939-1945 Avec trois palmes et trois étoiles de bronze      | Croix de guerre 1939-1945 Avec trois palmes et trois étoiles de bronze      | Croix de guerre T.O.E Avec quatre palmes                    | Croix de guerre T.O.E Avec quatre palmes                    | Croix de guerre T.O.E Avec quatre palmes                    | Croix de la Valeur militaire Avec quatre palmes                       | Croix de la Valeur militaire Avec quatre palmes                       | Croix de la Valeur militaire Avec quatre palmes                       |                                                     |                                                     |                                                     |
| Médaille de la Résistance française                                         | Médaille de la Résistance française                                         | Médaille de la Résistance française                                         | Croix du combattant volontaire de la Résistance             | Croix du combattant volontaire de la Résistance             | Croix du combattant volontaire de la Résistance             | Croix du combattant volontaire 1939-1945                              | Croix du combattant volontaire 1939-1945                              | Croix du combattant volontaire 1939-1945                              |                                                     |                                                     |                                                     |
| Médaille de l'Aéronautique                                                  | Médaille de l'Aéronautique                                                  | Médaille de l'Aéronautique                                                  | Médaille coloniale Avec agrafes "Libye" et "Extrême-Orient" | Médaille coloniale Avec agrafes "Libye" et "Extrême-Orient" | Médaille coloniale Avec agrafes "Libye" et "Extrême-Orient" | Médaille commémorative des services volontaires dans la France libre  | Médaille commémorative des services volontaires dans la France libre  | Médaille commémorative des services volontaires dans la France libre  |                                                     |                                                     |                                                     |
| Médaille commémorative des opérations de sécurité et de maintien de l'ordre | Médaille commémorative des opérations de sécurité et de maintien de l'ordre | Médaille commémorative des opérations de sécurité et de maintien de l'ordre | Officier de l'Ordre de l'Étoile équatoriale (Gabon)         | Officier de l'Ordre de l'Étoile équatoriale (Gabon)         | Officier de l'Ordre de l'Étoile équatoriale (Gabon)         | Officier de l'Ordre du Million d'Éléphants et du Parasol blanc (Laos) | Officier de l'Ordre du Million d'Éléphants et du Parasol blanc (Laos) | Officier de l'Ordre du Million d'Éléphants et du Parasol blanc (Laos) |                                                     |                                                     |                                                     |
| Croix de la Vaillance (Viêt Nam)                                            | Croix de la Vaillance (Viêt Nam)                                            | Croix de la Vaillance (Viêt Nam)                                            | Croix de la Vaillance (Viêt Nam)                            | Croix de la Vaillance (Viêt Nam)                            | Croix de la Vaillance (Viêt Nam)                            | Chevalier de l'Ordre du Mérite militaire (Viêt Nam)                   | Chevalier de l'Ordre du Mérite militaire (Viêt Nam)                   | Chevalier de l'Ordre du Mérite militaire (Viêt Nam)                   | Chevalier de l'Ordre du Mérite militaire (Viêt Nam) | Chevalier de l'Ordre du Mérite militaire (Viêt Nam) | Chevalier de l'Ordre du Mérite militaire (Viêt Nam) |